# Перелік об'єктів культурної спадщини Святошинського району
Перелік об'єктів культурної спадщини Києва
Правий берег
- Голосіївський район

- Байкове кладовище

- Оболонський район
- Печерський район
- Подільський район
- Святошинський район
- Солом'янський район
- Шевченківський район

- Лук'янівське кладовище

Лівий берег
- Дарницький район
- Деснянський район
- Дніпровський район

У статті наведений перелік об'єктів культурної спадщини Святошинського району міста Києва станом на 1 січня 2012 року.
Джерело інформації: перелік об'єктів культурної спадщини міста Києва, оприлюднений Головним управлянням охорони культурної спадщини КМДА 15 лютого 2012 року на офіційному сайті. Як повідомило Управління, перелік складений на підставі наявної інформації; передбачається регулярне оновлення інформації згідно з новими документами, виданими державними та місцевими органами влади.
На сайті Управління зазначено:

| В кожному окремому випадку для визначення статусу об'єкту необхідно звернутись до Головного управління охорони культурної спадщини виконавчого органу Київської міської ради (Київської міської державної адміністрації) з відповідним запитом у зв'язку зі змінами назв вулиць, нумерації будинків, літерних позначень та моніторингу стану об'єктів культурної спадщини на поточний період[2]. |
Статус об'єктів культурної спадщини затверджується:
- Пам'ятки національного значення — Постановами Ради міністрів УРСР, Кабінету Міністрів України.
- Пам'ятки місцевого значення — Рішеннями Київського міськвиконкому, Розпорядженнями КМДА, Наказами Міністерства культури України.
- Щойно виявлені об'єкти культурної спадщини — Наказами Комітету, або Управління (Головного управління) охорони пам'яток (культурної спадщини).

Відповідно кольором в списку позначені:
|  | Пам'ятки національного значення |
|  | Пам'ятки місцевого значення     |

## Об'єкти культурної спадщини Святошинського району
| Номер | Назва | Дати                                 | Адреса | Охоронний номер | Документ про взяття на облік |
| ----- | --- | ------------------------------------ | --- | --------------- | --- |
|       | Комплекс споруд інституту технічної теплофізики, в якому працювали відомі вчені |                                      | |                 | |
| 1     | Відділення тепломасообмінних технологічних процесів, де працювали відомі вчені | 1960-і рр.                           | Булаховського Академіка вул. 2                                                                                     |                 | Наказ управління охорони пам'яток від 07.11.2001 № 153, історія |
| 2     | Будинок адміністративний інституту технічної теплофізики, в якому працював Кремньов О. О., академік АН УРСР та інші відомі вчені                                                        | 1973 р.                              | Булаховського Академіка вул., 2                                                                                    |                 | Наказ Головного управління охорони культурної спадщини від 10.06.2011 № 10/34-11, цивільна архітектура                                                                          |
| 3     | Пам'ятник Вернадському В. І., засновнику геохімії, біогеохімії, радіогеології, академіку, першому Президенту Академії наук України                                                      | 1981 р.                              | Вернадського Академіка бульв.                                                                                      |                 | Рішення київського міськвиконкому від 30.07.1984 № 693, монументальна скульптура                                                                                                |
| 4     | Корпус № 1 Інституту фізико-технологічних металів та сплавів, в якому працював Горшков А. А. — учений у галузі ливарного виробництва, заслужений діяч науки і техніки УРСР              | 1964—1970-і рр.                      | Вернадського Академіка бульв., 34/1                                                                                |                 | Наказ Головного управління охорони культурної спадщини від 25.09.2006 № 53, історія                                                                                             |
| 5     | Інститут фізико-технологічних металів та сплавів, в якому працював Горшков А. А. | 1964—70 рр.                          | Вернадського Академіка бульв., 34                                                                                  |                 | Наказ Головного управління охорони культурної спадщини від 25.09.2006 № 53, історія                                                                                             |
| 6     | Будинок Інституту металофізики (лабораторний корпус), в якому у 1965—1985 рр. працювали академіки: Данилов В. І., Гріднєв В. Н., Свєчніков В. М., Смирнов А. А. та інші                 | 1965 р.                              | Вернадського Академіка бульв., 36                                                                                  |                 | Рішення київського міськвиконкому від 30.07.1984 № 69, історія, Рішення київського міськвиконкому від 04.08.1980 № 1102-історія, історія                                        |
| 7     | Комплекс споруд інституту колоїдної хімії та хімії води ім. А. Думанського: Академіка Вернадського бульв., 42                                                                           | 1974—75 рр.                          | Вернадського Академіка бульв., 42                                                                                  |                 | |
| 8     | Корпус № 2 працювали: Кульський Л. А. — хімік, акад. АН УРСР; Пилипенко А. Т. — хімік, акад. АН УРСР                                                                                    | 1874—75 рр.                          | Вернадського Академіка бульв., 42                                                                                  |                 | Наказ Головного управління охорони культурної спадщини від 25.09.2006 № 53, історія                                                                                             |
| 9     | Корпус № 1 працювали: Кириленко О. Д. — хімік, заслужений діяч науки УРСР; Овчаренко Ф. Д. — хімік, акад. АН УРСР                                                                       | 1974 р.                              | Вернадського Академіка бульв., 42                                                                                  |                 | Наказ Головного управління охорони культурної спадщини від 25.09.2006 № 53, історія                                                                                             |
| 10    | Будинок, в якому жив Стус В., український поет |                                      | Вернадського Академіка бульв., 61                                                                                  |                 | Наказ управління охорони пам'яток від 02.04.1998 № 15, історія |
| 11    | Пам'ятне місце, де у 1941 р. знаходився оперативний відділ командного пункту Південно-Західного фронту                                                                                  | 1974 р.                              | Верховинна вул. 80                                                                                                 |                 | Рішення київського міськвиконкому від 04.08.1980 № 1102, історія |
|       | Комплекс військово-інженерних споруд Київського укріпрайону (УР-1), 1929—1935 рр., 1941—1943 рр., (Святошинський та Голосіївський райони)                                               | 1920—40-і рр.                        | Житомирська дорога                                                                                                 | № 513-Кв        | Наказ Міністерства культури і туризму України від 24.09.2008 № 1001/0/16-08, військово-оборонна архітектура, історія                                                            |
| 12    | Пам'ятний знак початку героїчної оборони Києва | 1975 р.                              | Житомирська дорога                                                                                                 | № 513/29        | Наказ Міністерства культури і туризму України від 24.09.2008 № 1001/0/16-08, історія                                                                                            |
| 13    | Давня сосна на території бази відпочинку «Антей», де розташувався «Спостережний пункт Цимбала»                                                                                          | 1941-43 рр.                          | Житомирська дорога, західна ділянка оборони м. Києва, (територія бази відпочинку «Антей»)                          | № 513/31        | Наказ Міністерства культури і туризму України від 24.09.2008 № 1001/0/16-08, історія                                                                                            |
| 14    | Гранітна стела на місці х. Любка, спаленого фашистами | 1943 р.                              | Житомирська дорога                                                                                                 |                 | Наказ Міністерства культури і туризму України від 24.09.2008 № 1001/0/16-08, історія                                                                                            |
| 15    | Пам'ятний знак на місці першої лінії оборони м. Києва (липень — вересень 1941 р.) | 1982 р.                              | Житомирське шосе (21 км)                                                                                           |                 | Рішення київського міськвиконкому від 30.07.1984 № 693, історія |
| 16    | Поштова станція | сер. XIX ст.                         | Житомирське шосе 15 км                                                                                             | № 930/0         | Постанова Ради Міністрів УРСР від 06.09.1979 № 442, цивільна архітектура |
| 17    | Завод «Буддеталь» (кол. лісозавод ім. Першого травня), де у 1936—41 рр. працював Пироговський О. С., учасник партизанського руху в період Другої Світової війни, Герой Радянського руху | 1936—41 рр.                          | Жмеринська вул. 1, Святошинський хутір                                                                             |                 | Рішення київського міськвиконкому від 27.01.1970 № 159, історія |
|       | Святошинське кладовище (військова дільниця 3) |                                      | |                 | |
| 18    | Могила підполковника Я. А. Забеліна | 1956 р.                              | Котельникова Михайла вул., 97                                                                                      |                 | Рішення Київського міськвиконкому від 15.07.1974 № 1041, історія |
| 19    | Могила братська — (4 особи) (старшого лейтенанта Розумного І. Є.) | 1968 р.                              | Котельникова Михайла вул., 97                                                                                      |                 | Рішення Київського міськвиконкому від 15.07.1974 № 1041, історія |
| 20    | Могила майора В. П. Ушакова | 1956 р.                              | Котельникова Михайла вул., 97                                                                                      |                 | Рішення Київського міськвиконкому від 15.07.1974 № 1041, історія |
| 21    | Могила підполковника О. С. Костенка | 1956 р.                              | Котельникова Михайла вул., 97                                                                                      |                 | Рішення Київського міськвиконкому від 15.07.1974 № 1041, історія |
| 22    | Могила братська — (9 осіб) (підполковника Чебаринова Н. А.) | 1968 р.                              | Котельникова Михайла вул., 97                                                                                      |                 | Рішення Київського міськвиконкому від 15.07.1974 № 1041, історія |
| 23    | Могила братська (7 осіб) | 1959 р.                              | Котельникова Михайла вул., 97                                                                                      |                 | Рішення Київського міськвиконкому від 15.07.1974 № 1041, історія |
| 24    | Могила капітана С. А. Личіка | 1956 р.                              | Котельникова Михайла вул., 97                                                                                      |                 | Рішення Київського міськвиконкому від 15.07.1974 № 1041, історія |
| 25    | Могила братська — (5 осіб) (лейтенанта Науменка Л. Д.) | 1968 р.                              | Котельникова Михайла вул., 97                                                                                      |                 | Рішення Київського міськвиконкому від 15.07.1974 № 1041, історія |
| 26    | Могила молодшого лейтенанта М. П. Прокопова | 1956 р.                              | Котельникова Михайла вул., 97                                                                                      |                 | Рішення Київського міськвиконкому від 15.07.1974 № 1041, історія |
| 27    | Могила майора І. Х. Ястреба | 1956 р.                              | Котельникова Михайла вул., 97                                                                                      |                 | Рішення Київського міськвиконкому від 15.07.1974 № 1041, історія |
| 28    | Могила братська (3 особи) (Васильченка Р. Ф.) | 1968 р.                              | Котельникова Михайла вул., 97                                                                                      |                 | Рішення Київського міськвиконкому від 15.07.1974 № 1041, історія |
| 29    | Могила гвардії лейтенанта І. М. Байка | 1956 р.                              | Котельникова Михайла вул., 97                                                                                      |                 | Рішення Київського міськвиконкому від 15.07.1974 № 1041, історія |
| 30    | Могила братська (5 осіб) (лейтенанта Каракулова П. А.) | 1968 р.                              | Котельникова Михайла вул., 97                                                                                      |                 | Рішення Київського міськвиконкому від 15.07.1974 № 1041, історія |
| 31    | Могила братська (2 особи) (капітана Урицького М. А.) | 1954 р.                              | Котельникова Михайла вул., 97                                                                                      |                 | Рішення Київського міськвиконкому від 15.07.1974 № 1041, історія |
| 32    | Могила братська (4 особи) (капітана Морозова В. П.) | 1968 р.                              | Котельникова Михайла вул. 97                                                                                       |                 | Рішення Київського міськвиконкому від 15.07.1974 № 1041, історія |
| 33    | Могила братська (2 особи) (підполковника Лоскутова І. Є.) | 1956 р.                              | Котельникова Михайла вул. 97                                                                                       |                 | Рішення Київського міськвиконкому від 15.07.1974 № 1041, історія |
| 34    | Могила братська (8 осіб) (сержанта Римтського М. Г.) | 1968 р.                              | Котельникова Михайла вул., 97                                                                                      |                 | Рішення Київського міськвиконкому від 15.07.1974 № 1041, історія |
| 35    | Могила братська (6 осіб) (підполковника Шестакова В. П.) | 1969 р.                              | Котельникова Михайла вул., 97                                                                                      |                 | Рішення Київського міськвиконкому від 15.07.1974 № 1041, історія |
| 36    | Могила лейтенанта І. Г. Овчинникова | 1956 р.                              | Котельникова Михайла вул., 97                                                                                      |                 | Рішення Київського міськвиконкому від 15.07.1974 № 1041, історія |
| 37    | Могила братська (5 осіб) (підполковник Феоктистов Т. С.) | 1968 р.                              | Котельникова Михайла вул., 97                                                                                      |                 | Рішення Київського міськвиконкому від 15.07.1974 № 1041, історія |
| 38    | Могила братська (4 особи) (майор Антонов М. І.) | 1968 р.                              | Котельникова Михайла вул., 97                                                                                      |                 | Рішення Київського міськвиконкому від 15.07.1974 № 1041, історія |
| 39    | Могила капітана В. А. Теодоровича | 1954 р.                              | Котельникова Михайла вул., 97                                                                                      |                 | Рішення Київського міськвиконкому від 15.07.1974 № 1041, історія |
| 40    | Могила лейтенанта М. К. Царькова | 1954 р.                              | Котельникова Михайла вул., 97                                                                                      |                 | Рішення Київського міськвиконкому від 15.07.1974 № 1041, історія |
| 41    | Могила братська — (9 осіб) (солдата Гаркалюка В. Я.) |                                      | Котельникова Михайла вул., 97                                                                                      |                 | Рішення Київського міськвиконкому від 15.07.1974 № 1041, історія |
| 42    | Могила майора А. П. Безбогова | 1956 р.                              | Котельникова Михайла вул., 97                                                                                      |                 | Рішення Київського міськвиконкому від 15.07.1974 № 1041, історія |
| 43    | Могила підполковника О. Я. Яшкіна | 1956 р.                              | Котельникова Михайла вул., 97                                                                                      |                 | Рішення Київського міськвиконкому від 15.07.1974 № 1041, історія |
| 44    | Могила братська (старший лейтенант П. С. Мельник) — (6 осіб) | 1968 р.                              | Котельникова Михайла вул., 97                                                                                      |                 | Рішення Київського міськвиконкому від 15.07.1974 № 1041, історія |
| 45    | Могила рядового А. І. Семенова | 1954 р.                              | Котельникова Михайла вул., 97                                                                                      |                 | Рішення Київського міськвиконкому від 15.07.1974 № 1041, історія |
| 46    | Могила братська — (4 особи) (лейтенанта Зайцева Д. І.) | 1968 р.                              | Котельникова Михайла вул., 97                                                                                      |                 | Рішення Київського міськвиконкому від 15.07.1974 № 1041, історія |
| 47    | Могила братська — (17 осіб) (лейтенанта Алексєєва В. Я.) | 1966 р.                              | Котельникова Михайла вул., 97                                                                                      |                 | Рішення Київського міськвиконкому від 15.07.1974 № 1041, історія |
| 48    | Могила братська (9 осіб) | 1968 р.                              | Котельникова Михайла вул., 97                                                                                      |                 | Рішення Київського міськвиконкому від 15.07.1974 № 1041, історія |
| 49    | Могила братська — воїнів-танкістів — (3 особи) (Ватуленка) | 1959 р.                              | Котельникова Михайла вул., 97                                                                                      |                 | Рішення Київського міськвиконкому від 15.07.1974 № 1041, історія |
| 50    | Могила братська — (5 осіб) (капітана Супруна М. Є.) | 1968 р.                              | Котельникова Михайла вул., 97                                                                                      |                 | Рішення Київського міськвиконкому від 15.07.1974 № 1041, історія |
| 51    | Могила братська — (4 особи) (майора Беляєва К. І.) | 1968 р.                              | Котельникова Михайла вул., 97                                                                                      |                 | Рішення Київського міськвиконкому від 15.07.1974 № 1041, історія |
| 52    | Могила братська — (38 осіб) (старшого сержанта Сборщикова О. І.) | 1966 р.                              | Котельникова Михайла вул., 97                                                                                      |                 | Рішення Київського міськвиконкому від 15.07.1974 № 1041, історія |
| 53    | Могила героїв Радянського Союзу Ф. А. Пушиної, М. Ф. Котельникова та О. І. Фаліна | 1956 р., 1975 р. (заміна)            | Котельникова Михайла вул., 97                                                                                      |                 | Рішення Київського міськвиконкому від 15.07.1974 № 1041, історія |
| 54    | Могила братська — (39 осіб) (червоногвардійця Аверцева І. І.) | 1966 р.                              | Котельникова Михайла вул., 97                                                                                      |                 | Рішення Київського міськвиконкому від 15.07.1974 № 1041, історія |
| 55    | Могила братська солдат чехословацької бригади (7 осіб) | 1959 р.                              | Котельникова Михайла вул., 97                                                                                      |                 | Рішення Київського міськвиконкому від 15.07.1974 № 1041, історія |
| 56    | Могила братська — (38 осіб) (Махмедова) | 1966 р.                              | Котельникова Михайла вул., 97                                                                                      |                 | Рішення Київського міськвиконкому від 15.07.1974 № 1041, історія |
| 57    | Могила братська- (20 осіб) (рядового Грицака І. Ф.) | 1966 р.                              | Котельникова Михайла вул., 97                                                                                      |                 | Рішення Київського міськвиконкому від 15.07.1974 № 1041, історія |
| 58    | Могила братська — (38 осіб) (рядового Жданова О. М.) | 1966 р.                              | Котельникова Михайла вул., 97                                                                                      |                 | Рішення Київського міськвиконкому від 15.07.1974 № 1041, історія |
| 59    | Могила братська — (5 осіб) | 1968 р.                              | Котельникова Михайла вул., 97                                                                                      |                 | Рішення Київського міськвиконкому від 15.07.1974 № 1041, історія |
| 60    | Могила братська — (2 особи) (старшого лейтенанта Моченова Є. А.) | 1959 р.                              | Котельникова Михайла вул., 97                                                                                      |                 | Рішення Київського міськвиконкому від 15.07.1974 № 1041, історія |
| 61    | Могила братська — (3 особи) (старшого лейтенанта Січкаря Н. П.) | 1959 р.                              | Котельникова Михайла вул., 97                                                                                      |                 | Рішення Київського міськвиконкому від 15.07.1974 № 1041, історія |
| 62    | Могила братська — (2 особи) (майора Гаврилова Н. П.) | 1954 р.                              | Котельникова Михайла вул., 97                                                                                      |                 | Рішення Київського міськвиконкому від 15.07.1974 № 1041, історія |
| 63    | Могила братська — (8 осіб) (старшого сержанта Черникова М. І.) | 1956 р.                              | Котельникова Михайла вул., 97                                                                                      |                 | Рішення Київського міськвиконкому від 15.07.1974 № 1041, історія |
| 64    | Могила майора Н. Ф. Грицая | 1956 р.                              | Котельникова Михайла вул., 97                                                                                      |                 | Рішення Київського міськвиконкому від 15.07.1974 № 1041, історія |
| 65    | Могила братська — (10 осіб) (солдата Трибана І. М.) | 1968 р.                              | Котельникова Михайла вул., 97                                                                                      |                 | Рішення Київського міськвиконкому від 15.07.1974 № 1041, історія |
| 66    | Могила братська (20 осіб) | 1968 р.                              | Котельникова Михайла вул., 97                                                                                      |                 | Рішення Київського міськвиконкому від 15.07.1974 № 1041, історія |
| 67    | Могила братська — (24 особи) (червоноармієць Калінін М. Т.) | 1954 р.                              | Котельникова Михайла вул., 97                                                                                      |                 | Рішення Київського міськвиконкому від 15.07.1974 № 1041, історія |
| 68    | Могила А. Г. Сивакова, лейтенанта | 1959 р.                              | Котельникова Михайла вул., 97                                                                                      |                 | Рішення Київського міськвиконкому від 15.07.1974 № 1041, історія |
| 69    | Могила братська (7 осіб) | 1968 р.                              | Котельникова Михайла вул., 97                                                                                      |                 | Рішення Київського міськвиконкому від 15.07.1974 № 1041, історія |
| 70    | Могила братська — (19 осіб) (Павлова) | 1954 р.                              | Котельникова Михайла вул., 97                                                                                      |                 | Рішення Київського міськвиконкому від 15.07.1974 № 1041, історія |
| 71    | Могила Героя Радянського Союзу В. І. Панькіна |                                      | Котельникова Михайла вул., 97                                                                                      |                 | Рішення Київського міськвиконкому від 15.07.1974 № 1041, Рішення київського міськвиконкому від 22.02.1971 № 301, історія                                                        |
| 72    | Могила братська (27 осіб) | 1973 р.                              | Котельникова Михайла вул., 97                                                                                      |                 | Рішення Київського міськвиконкому від 15.07.1974 № 1041, історія |
| 73    | Могила братська (7 осіб) | 1968 р.                              | Котельникова Михайла вул., 97                                                                                      |                 | Рішення Київського міськвиконкому від 15.07.1974 № 1041, історія |
| 74    | Могила Хаустова В. П., старшого лейтенанта | 1956 р.                              | Котельникова Михайла вул., 97                                                                                      |                 | Рішення Київського міськвиконкому від 15.07.1974 № 1041, історія |
| 75    | Особняк, де у 1944-45 рр. містилася школа Українського штабу партизанського руху, в якій готували спеціалістів мінопідривної справи                                                     | поч. XX ст.                          | Крамського Івана вул., 10                                                                                          |                 | Наказ управління охорони пам'яток від 02.04.1998 № 15, Наказ Головного управління охорони культурної спадщини від 25.06.2011 № 10/38-11, архітектура та містобудування, історія |
| 76    | Інститут проблем матеріалознавства ім. І. Францевича, в якому працювали відомі вчені (Комплекс).                                                                                        | 1955—1976 рр.                        | Крижанівського Академіка вул., 3                                                                                   |                 | Наказ Головного управління охорони культурної спадщини від 25.09.2006 № 53, історія                                                                                             |
| 77    | Корпус «Б» Інституту проблем матеріалознавства ім. І. Фарцевича в якому працювали відомі вчені                                                                                          | 1976 р.                              | Кржижановського Академіка вул., 3                                                                                  |                 | Наказ Головного управління охорони культурної спадщини від 25.09.2006 № 53, історія                                                                                             |
|       | Дачне селище «Святошин» |                                      | |                 | |
| 78    | Дачний будинок (туберкульозний диспансер) | 1897 р.                              | Львівська вул., 3                                                                                                  |                 | Наказ Управління охорони пам'яток від 02.04.1998 № 15, житлова архітектура |
| 79    | Дачний будинок Мировича В., нащадка старовинного козацького роду (філія військового шпиталю Міністерства оборони України)                                                               | поч. XX ст.                          | Львівська вул., 15                                                                                                 | № 511-Кв        | Наказ Міністерства культури і туризму України від 24.09.2008 № 1001/0/16-08, історія                                                                                            |
| 80    | Дачний будинок | 1905—1908 рр.                        | Львівська вул., 20 (18-а)                                                                                          |                 | Наказ управління охорони культурної спадщини від 02.04.1998 № 15, житлова архітектура                                                                                           |
| 81    | Місце, де з 03 липня — 08 серпня 1941 р. знаходився штаб Київського укріпрайону |                                      | Львівська вул., 47/8                                                                                               |                 | Рішення київського міськвиконкому від 21.08.1975 № 840, історія |
| 82    | Дачний особняк київського міського голови (1906—1916 рр.) І. М. Дьякова | 1905—1908 рр.                        | Львівська вул., 80                                                                                                 |                 | Наказ управління охорони культурної спадщини від 02.04.1998 № 15, житлова архітектура                                                                                           |
| 83    | Будинок, в якому у 1957—84 рр. мешкав Антонов О. К., авіаконструктор, академік | 1957 р.                              | Огарьова вул., 1                                                                                                   |                 | Наказ Головного управління охорони культурної спадщини від 25.06.2011 № 10/38-11, історія                                                                                       |
| 84    | Адміністративний корпус Інституту загальної та неорганічної хімії ім. В. Вернадського, де працювали відомі вчені: О. В. Городинський, Ю. К. Делімарський, В. С. Сажин, А. Т. Пилипенко  | 1967—69 рр.                          | Палладіна Академіка просп., 32/34                                                                                  |                 | Наказ Головного управління охорони культурної спадщини від 25.09.2006 № 53, історія                                                                                             |
| 85    | Інститут загальної та неорганічної хімії ім. В. Вернадського, в якому працювали відомі вчені                                                                                            | 1969 р.                              | Палладіна Академіка просп., 32/34                                                                                  |                 | Наказ Головного управління охорони культурної спадщини від 25.09.2006 № 53, історія                                                                                             |
| 86    | Будинок Інституту геофізики, де працювали відомі вчені: у 1966-76 рр. — С. І. Субботін, академік, засновник та перший директор інституту; у 1966-88 рр. — В. Б. Соллогуб та ін.         | 1966 р.                              | Палладіна Академіка просп., 32                                                                                     |                 | Рішення київського міськвиконкому від 30.07.1984 № 693, історія |
| 87    | Будівля Інституту геохімії, мінералогії та рудоутворення | 1967 р.                              | Палладіна Академіка просп., 34                                                                                     |                 | Наказ Головного управління охорони культурної спадщини від 25.09.2006 № 53, історія                                                                                             |
| 88    | Святошинський лісопарк | 1938 р.                              | Перемоги просп. |                 | Постанова колегії Держкомприроди УРСР від 26.07.1972 № 22, природи |
| 89    | Пам'ятник М. В. Фрунзе |                                      | Перемоги просп., 63                                                                                                |                 | Рішення київського міськвиконкому від 17.11.1987 № 1112, монументальне мистецтво                                                                                                |
| 90    | Пам'ятник В. І. Леніну | 1973 р.                              | Перемоги просп., 67                                                                                                |                 | Рішення київського міськвиконкому від 04.08.1980 № 1102, монументальне мистецтво. Знесений, але з обліку не знятий                                                              |
| 91    | Пам'ятник робітникам заводу ім. М. Горького, які загинули в роки Великої Вітчизняної війни                                                                                              | 1970 р.                              | Перемоги просп., 87                                                                                                |                 | Рішення київського міськвиконкому від 22.02.1971 № 301, монументальне мистецтво                                                                                                 |
| 92    | Експериментальний цех заводу верстатів-автоматів | 1935—1936 рр.                        | Перемоги просп., 67                                                                                                | № 114           | Рішення київського міськвиконкому від 21.01.1986 № 49, промислова архітектура                                                                                                   |
| 93    | Пам'ятник П. М. Нестерову, військовому льотчику | 1989 р.                              | Перемоги просп., 100/1                                                                                             |                 | Наказ Управління охорони пам'яток від 20.08.1999 № 61, монументальне мистецтво                                                                                                  |
| 94    | Пам'ятник на честь робітників заводу «Червоний екскаватор», що загинули в роки Великої Вітчизняної війни                                                                                | 1975 р.                              | Перемоги просп., 111/2                                                                                             |                 | Рішення київського міськвиконкому від 21.08.1975 № 840, монументальна скульптура                                                                                                |
| 95    | Дачний будинок селища «Святошин» | Поч. XX ст.                          | Перемоги просп., 111                                                                                               |                 | Наказ Головного управління охорони культурної спадщини від 25.06.2011 № 10/38-11, житлова архітектура                                                                           |
| 96    | Києво-Святошинське бюро технічної інвентаризації | Поч. XX ст.                          | Перемоги просп., 130                                                                                               |                 | Наказ управління охорони пам'яток від 02.04.1998 № 15, архітектура |
| 97    | Пам'ятний знак робітникам київського радіозаводу, які загинули в роки Великої Вітчизняної війни                                                                                         |                                      | Перемоги просп., 168                                                                                               |                 | Рішення київського міськвиконкому від 30.07.1984 № 693, монументальне мистецтво                                                                                                 |
| 98    | Шкільний будинок, в якому розміщувався військовий шпиталь | 1938 р.                              | Пушиної Феодори вул., 54                                                                                           |                 | Наказ управління охорони пам'яток від 02.04.1998 № 15, історія |
| 99    | Пам'ятний знак робітникам і службовцям заводу «Комунмаш», що загинули в роки Великої Вітчизняної війни                                                                                  | 1941—1945 рр.; встановлено у 1973 р. | Пшенична вул., 4                                                                                                   |                 | Рішення київського міськвиконкому від 30.07.1984 № 693, монументальне мистецтво                                                                                                 |
| 100   | Будинок залізничної станції | 1901 р.                              | Святошинська вул., 15-а                                                                                            |                 | Наказ управління охорони пам'яток від 02.04.1998 № 15, промислова архітектура                                                                                                   |
| 101   | Церква Казанська (залишки) | сер. XIX ст.                         | Симиренка вул., 12                                                                                                 |                 | Наказ Головного управління охорони культурної спадщини від 10.06.2011 № 10/34-11, культова архітектура                                                                          |
| 102   | Братські та одиночні могили радянських воїнів (63 особи) |                                      | Симиренка вул., 21                                                                                                 |                 | Рішення київського міськвиконкому від 17.11.1987 № 1112, історія |
| 103   | Братська могила радянських воїнів, що загинули у 1941—45 рр. (25 осіб) | 1958 р.                              | Ульянова Володимира вул.                                                                                           |                 | Рішення київського міськвиконкому від 30.07.1984 № 693, історія |
| 104   | Могила братська радянських воїнів (25 чол.) |                                      | Ульянова Володимира вул.                                                                                           |                 | Рішення київського міськвиконкому від 30.07.1984 № 693, історія |
| 105   | Меморіальні плити (горизонтальної орієнтації) — 18 |                                      | Чорнобильська вул.                                                                                                 | № 512/2         | Наказ Міністерства культури і туризму України від 24.09.2008 № 1001/0/16-08, історія                                                                                            |
| 106   | Пам'ятник жертвам Чорнобильської трагедії | 26.04.1994 р.                        | Чорнобильська вул.                                                                                                 | № 512/1         | Наказ Міністерства культури і туризму України від 24.09.2008 № 1001/0/16-08, історія                                                                                            |
| 107   | Меморіальний комплекс «Пам'ятник жертвам Чорнобильської трагедії» |                                      | Чорнобильська вул.                                                                                                 | № 512           | Наказ Міністерства культури і туризму України від 24.09.2008 № 1001/0/16-08, історія                                                                                            |
| 108   | Будинок, в якому у 1979—80 рр. мешкав Стус Василь, поет | 1970-і рр.                           | Чорнобильська вул., 13-а                                                                                           |                 | Наказ Головного управління охорони культурної спадщини від 25.06.2011 № 10/38-11, історія                                                                                       |
|       | Комплекс військово-інженерних споруд Київського укріпрайону | 1929—1935 рр., 1941—1943 рр.         | | № 513           | Наказ Міністерства культури і туризму України від 24.09.2008 № 1001/0/16-08, історія                                                                                            |
| 109   | ДОТ № 408 | 1929—1935 рр.                        | Західна ділянка оборони м. Києва, 19-й км Житомирської дороги, 400 м на південь                                    | №№ 513/9        | Наказ Міністерства культури і туризму України від 24.09.2008 № 1001/0/16-08, історія                                                                                            |
| 110   | ДОТ № 409 | 1929—1935 рр.                        | Західна ділянка оборони м. Києва, 19-й км Житомирської дороги, 300 м на південь мосту через р. Ірпінь              | №№ 513/10       | Наказ Міністерства культури і туризму України від 24.09.2008 № 1001/0/16-08, історія                                                                                            |
| 111   | ДОТ № 412 | 1929—1935 рр.                        | Західна ділянка оборони м. Києва, 19-й км Житомирської дороги, 200 м на північ (територія бази відпочинку «Антей») | №№ 513/11       | Наказ Міністерства культури і туризму України від 24.09.2008 № 1001/0/16-08, історія                                                                                            |
| 112   | ДОТ № 413 | 1929—1935 рр.                        | Західна ділянка оборони м. Києва, 300 м на північ (територія бази відпочинку «Антей»)                              | №№ 513/12       | Наказ Міністерства культури і туризму України від 24.09.2008 № 1001/0/16-08, історія                                                                                            |
| 113   | ДОТ № 416 | 1929—1935 рр.                        | Західна ділянка оборони м. Києва, 19 км Житомирської дороги                                                        | №№ 513/13       | Наказ Міністерства культури і туризму України від 24.09.2008 № 1001/0/16-08, історія                                                                                            |
| 114   | ДОТ № 417 | 1929—1935 рр.                        | Західна ділянка оборони м. Києва, 18 км Житомирської дороги, на південь                                            | №№ 513/14       | Наказ Міністерства культури і туризму України від 24.09.2008 № 1001/0/16-08, історія                                                                                            |
| 115   | ДОТ № 418 | 1929—1935 рр.                        | Західна ділянка оборони м. Києва, 500 м на схід від санаторію «Прометей»                                           | №№ 513/15       | Наказ Міністерства культури і туризму України від 24.09.2008 № 1001/0/16-08, історія                                                                                            |
| 116   | ДОТ № 419 | 1929—1935 рр.                        | 15-й км Житомирської дороги на південь                                                                             | №№ 513/16       | Наказ Міністерства культури і туризму України від 24.09.2008 № 1001/0/16-08, історія                                                                                            |
| 117   | ДОТ № 426 | 1929—1935 рр.                        | Західна ділянка оборони м. Києва, 800 м на південь від с. Романівна                                                | №№ 513/17       | Наказ Міністерства культури і туризму України від 24.09.2008 № 1001/0/16-08, історія                                                                                            |
| 118   | ДОТ № 427 | 1929—1935 рр.                        | Західна ділянка оборони м. Києва, 500 м на південь від с. Романівна                                                | №№ 513/18       | Наказ Міністерства культури і туризму України від 24.09.2008 № 1001/0/16-08, історія                                                                                            |
| 119   | ДОТ № 428 | 1929—1935 рр.                        | Західна ділянка оборони м. Києва, с. Романівна                                                                     | №№ 513/19       | Наказ Міністерства культури і туризму України від 24.09.2008 № 1001/0/16-08, історія                                                                                            |
| 120   | ДОТ № 429 | 1929—1935 рр.                        | Західна ділянка оборони м. Києва, с. Романівна, 300 м на південний захід                                           | №№ 513/20       | Наказ Міністерства культури і туризму України від 24.09.2008 № 1001/0/16-08, історія                                                                                            |
| 121   | ДОТ № 430 | 1929—1935 рр.                        | Західна ділянка оборони м. Києва, с. Романівна                                                                     | №№ 513/21       | Наказ Міністерства культури і туризму України від 24.09.2008 № 1001/0/16-08, історія                                                                                            |
| 122   | ДОТ № 452 | 1929—1935 рр.                        | Північна ділянка оборони м. Києва, Залізничний міст через р. Ірпінь                                                | №№ 513/22       | Наказ Міністерства культури і туризму України від 24.09.2008 № 1001/0/16-08, історія                                                                                            |
| 123   | ДОТ № 453 | 1929—1935 рр.                        | Північна ділянка оборони м. Києва, залізничний міст через р. Ірпінь                                                | №№ 513/23       | Наказ Міністерства культури і туризму України від 24.09.2008 № 1001/0/16-08, історія                                                                                            |
| 124   | ДОТ № 456 | 1929—1935 рр.                        | Північна ділянка оборони м. Києва, 500 м на Пн. Сх. від залізничного мосту                                         | №№ 513/24       | Наказ Міністерства культури і туризму України від 24.09.2008 № 1001/0/16-08, історія                                                                                            |
| 128   | ДОТ № 457 | 1929—1935 рр.                        | Північна ділянка оборони м. Києва, 1км на північний схід від залізничного мосту                                    | №№ 513/25       | Наказ Міністерства культури і туризму України від 24.09.2008 № 1001/0/16-08, історія                                                                                            |
| 129   | ДОТ № 458 | 1929—1935 рр.                        | Північна ділянка оборони м. Києва, 500 м на північний схід від залізничного мосту через р. Ірпінь                  | №№ 513/26       | Наказ Міністерства культури і туризму України від 24.09.2008 № 1001/0/16-08, історія                                                                                            |
| 130   | ДОТ № 478 | 1929—1935 рр.                        | Північна ділянка оборони м. Києва, 500 м на Пд. Сх. від гужового мосту через р. Ірпінь                             | №№ 513/27       | Наказ Міністерства культури і туризму України від 24.09.2008 № 1001/0/16-08, історія                                                                                            |
| 131   | ДОТ № 480 | 1929—1935 рр.                        | Південна ділянка оборони м. Києва, 300 м на Пд. Від гужового мосту через р. Ірпінь                                 | №№ 513/28       | Наказ Міністерства культури і туризму України від 24.09.2008 № 1001/0/16-08, історія                                                                                            |
| 132   | Пам'ятний знак початку героїчної оборони Києва | 1975 р.                              | Західна ділянка оборони м. Києва, 19-й км Житомирської дороги                                                      | №№ 513/29       | Наказ Міністерства культури і туризму України від 24.09.2008 № 1001/0/16-08, історія                                                                                            |
| 133   | Стела гранітна на місці х. Любка, спаленого фашистами | Жовтень 1943 р.                      | Західна ділянка оборони м. Києва, х. Любка                                                                         | №№ 513/30       | Наказ Міністерства культури і туризму України від 24.09.2008 № 1001/0/16-08, історія                                                                                            |

## Джерело
- Головне управління охорони культурної спадщини. Об'єкти культурної спадщини в м. Києві